# 100 contre 1
Pour plus de détails, voir Fiche technique et Distribution.
100 contre 1 (Rose Against the Odds) est un film biographique américain réalisé par John Dixon en 1991. Il s'agit d'une biographie du boxeur aborigène Lionel Rose.

## Synopsis
Ce film est une biographie du boxeur aborigène Lionel Rose : de son enfance dans un village aborigène pauvre d'Australie, son départ à Melbourne pour rejoindre l'équipe de boxe de Jack Rennie, jusqu'au soir où un coup de téléphone surprise lui donne la chance de sa vie : défier le champion du monde en titre, le grand Fighting Harada.

## Fiche technique
- Titre original : Rose Against the Odds
- Titre français : 100 contre 1
- Réalisateur : John Dixon
- Musique : Peter Sullivan
- Genre : Biographie, action, boxe anglaise
- Durée : 106 minutes
- Sortie : 1991 (directement en vidéo)

## Distribution
- Paul Williams : Lionel Rose
- Telly Savalas : Parnassus
- Kris McQuade
- Tony Barry
- Steve Jacobs
- Tsurutaro Kataoka